# Biológiai fegyver
A biológiai fegyverek vírusok, baktériumok vagy más élőlények, illetve biológiai úton előállított és biológiailag különösen aktív szerves vegyületek (pl. mérgek és pszichokémiai szerek), melyeket agresszió, vagy ezzel való fenyegetés céljából hoztak létre, vagy e célra alkalmaznak. Lehetséges felhasználásuk – vagy a felhasználással való fenyegetés – a bűnözés, a terrorizmus és a háborúk során.
Azért használnak világszerte ilyen, a vegyi fegyverek fogalmával jelentősen átfedő definíciót, nehogy a tudomány fejlődésével kialakuljon e két kategória közti "mid-spectrum" fegyvertípus, melyet esetleg a nemzetközi szerződések (lásd alább) nem tiltanak.
Vannak ember elleni, illetve mezőgazdasági, növény- és állatállományok elleni biofegyverek. Az előbbieket háborús alkalmazásban tömegpusztító fegyvernek tekintik.
A biofegyverek egy része az áldozatok körében magas halálozási rátát okozó, halálos fegyver. Más részük nem halálos, ezek az áldozatok körében ideiglenes harcképtelenséget, betegséget, hallucinációt, tudatzavart stb. okoznak, de nem ölnek. Mivel azonban a hatás nagymértékben dózisfüggő, és a gyakorlatban a hatóanyag dózisa sosem mérhető gyógyszerészeti pontossággal, ezért e két kategória a katonai-politikai döntéshozók akarata ellenére is összemosódik.

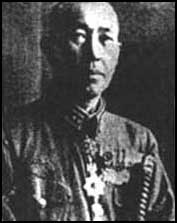
Isii Siró – népirtás elképzelhetetlen brutalitással

## Hatóanyagok

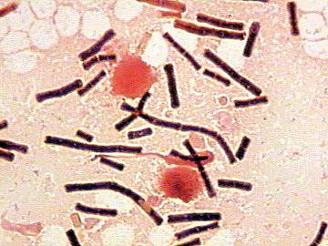
Lépfene-baktériumok

Egyes vírusok, például feketehimlő, sárgaláz, vérzéses lázak (ebola-, marburg- és lassa-), és hantavírusok stb.
Egyes baktériumok, mint például brucellózis (Brucella suis, B. abortus), tularémia (Francisella tularensis), takonykór (Burkholderia mallei), Q-láz (Coxiella burnetii), pestis (Yersina pestis), lépfene (Bacillus anthracis), ornitózis (Chlamydia psittaci) baktériumai.
Rovarok, melyeket vagy előzetesen kórokozókkal fertőztek meg, vagy fertőzés nélkül is képesek veszélyeztetni az ember vagy a mezőgazdasági növény- és állatállományok létét. Alkalmazásukat entomológiai hadviselésnek nevezik.
Nagyon tág értelemben véve akár egyes harci kutyák, különösen amerikai pitbull terrier, amerikai staffordshire terrier de sok más fajta (vagy akár bizonytalan származású, korcs kutya is) fegyvernek tekinthető, ha azokat ember elleni agresszió céljára alkalmazzák.
Mérgek (toxinok), különösen a botulinum toxin, ricin, Staphylococcus enterotoxin B és a Trichothecene mycotoxin.
Pszichokémiai ("tudatmódosító") szerek, például metamfetamin, LSD, vagy BZ (3-quinuclidinyl benzilát)

## Célbajuttatás
Kézenfekvő, ősi módszer az ivóvíz vagy élelmiszer fertőzése. A közelmúltban egy tudományos tanulmány az USA sebezhetőségét elemezte lakossági tejellátás elleni botulinum-támadás esetén (Wein & Liu, 2005). Már a középkorból is maradtak feljegyzések,
Az aeroszol (vagy köd) a belégzéssel terjedő kórokozók esetén alkalmazható. Hatékonyságát a napfény UV sugárzása erősen rontja, mert ez fertőtlenít. Ezért a modern fegyverekben már UV-tükröző felülettel vonják be a baktériumspórákat.
Lövedékek, bombák, rakéták: A korabeli francia kutatások több esetben számtalan kis szuronyt szétszóró légibombákkal kísérleteztek. Egyes baktériumok spórái képesek túlélni a lövedék felületén a kilövést és a becsapódást. A hidegháború kezdetén az amerikaiak például "tollas bombákat" fejlesztettek, ebben a lehulló bombából szétszóródó pihetollak szolgáltak baktérium-hordozó felületként. A szovjetek állítólag interkontinentális ballisztikus rakétákat és manőverező robotrepülőgépeket is felszereltek biológiai harcanyaggal.
Állati vektor-szervezetek is alkalmasak egyes kórokozók tömeges terjesztésére. A második kínai–japán háború alatt a japánok pestissel fertőzött bolhákat tartalmazó porcelán bombákat dobtak le több kínai városra. A hidegháborúban az USA sárgaláz terjesztésére alkalmas szúnyogot tenyésztett nagy tömegben.
Az ókorból maradtak feljegyzések, a leprás emberek(!) hadi alkalmazásáról, a középkorban pedig többször került sor pestissel fertőzött emberek bevetésére, támadók elriasztása és/vagy az ellenség pusztítása érdekében.

## Történet

### A XX. század előtt
Anekdotikus ismeretek szerint az ivóvíz állati vagy emberi ürülékkel és hullákkal való megfertőzése, mint harcmodor, talán a történelem előtti időkre nyúlik vissza. Így például a visszavonuló seregek hullákat hagytak a kutakban, hogy ellenségük ivóvíz hiányában ne üldözhesse őket.
Siro Trevisanato mikrobiológus a New Scientist c. lapban közölte véleményét , mely szerint a hettiták fertőzött kosokat küldtek az ellenséges területekre, hogy tularémiával, egy pusztító bakteriális fertőzéssel gyengítsék le a lakosságot.
Korabeli feljegyzések szerint 1346-ban a Krím-félszigeten Kaffa várát ostromló ”tatárok” (kipcsák törzs) között megjelent a közép-ázsiai eredetű pestis. Az ostromlók soraiból ezrek haltak meg a járvány következtében. A kipcsákok a pestises lótetemeket hajítógépekkel lőtték be a várba. Kaffa védőinek ellenállását megtörte a várfalakon belül kitörő pestisjárvány. A túlélők tengeri útvonalon menekültek és szétszóródtak a mediterrán térségben. A következő években kialakult az európai történelem első nagy pestisjárványa, mely 3 éven belül kiirtotta a kontinens népességének mintegy harmadát, beleértve például Grönland teljes népességét. Valószínűnek látszik azonban, hogy a pestis e biológiai támadástól függetlenül is terjeszkedett volna Belső-Ázsia felől a Közel-Kelet, Európa, és Észak-Afrika felé.
A 15. századi huszita háborúk során, Karlstein várának ostrománál emberi hullákat és hordókba gyűjtött emberi ürüléket egyaránt lőttek hajítógépekkel, amíg a várvédők a bűzre hivatkozva fel nem adták a várat. A középkori orvostudomány tudni vélte, hogy a fertőző betegségeket a rothadó anyagokból kiáradó bűzök okozzák, ezért az ilyesfajta biológiai harcanyagok felhasználása célzatos lehetett.
Amerikában 3 évszázadnyi háborúság során az európai telepesek kiszorították az indián őslakókat. Eközben tapasztalták, hogy az indiánok különösen fogékonyak a betegségekre. Néhány esetben a fertőzés szándékos terjesztésének gyanúját dokumentumok is alátámasztják. A Pontiac által vezetett felkelés során, 1763-ban delavárok ostromolták a Fort Pitt erődítményt. Az erőd főkönyvében a brit parancsnok gondosan könyvelte azon pokrócok pótlásának költségeit, melyeket a ”kórházi betegektől vittünk el azért, hogy az indiánokra terjesszük a himlőt”. A pokrócokat a törzsfőnököknek küldték ajándékba.
Az 1770-es években a britek valószínűleg tudatosan felhasználtak variolált (himlővel beoltott), majd fertőzötten szökni hagyott embereket az amerikai függetlenségi háború során.

### Az I. világháború
A németek titkos biológiai hadviselést folytattak semleges országokban, Romániában és az USA-ban biztosan, és valószínűleg Argentínában, Spanyolországban és Norvégiában is. Nagykövetségi épületeikben kis mikrobiológiai laboratóriumokat működtettek, hogy takonykór és lépfene baktériumokat tenyésszenek. Az Antant hatalmak által felvásárolt, és a szállítás előtt a kikötőkben összezsúfolt lovakat és öszvéreket ügynökeik még a semleges kikötőkben megfertőzték, változó eredménnyel. Volt hajó, melyen még félúton elpusztult a teljes lóállomány. A franciák talán szintén próbálkoztak a német katonai lóállomány fertőzésével, de ennek története feltáratlan.

### A két világháború között
Számos ország, például Kanada, USA, Nagy-Britannia, Franciaország, Szovjetunió, Olaszország és a Magyar Királyság is intenzív biofegyver fejlesztést folytatott. Általánosan elterjedt vélemény volt, a jövő háborúja "bakteriológiai háború" lesz, valamint, hogy e téren Németország a vezető hatalom. Valójában a III. Birodalomban nem folyt ilyen fejlesztő munka, mert ezt Adolf Hitler nyomatékosan megtiltotta.

### A II. világháború

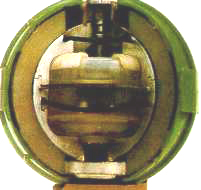
A '60-as években az USA által kifejlesztett E120-as biológiai bomba 1 liter folyékony Tularémia-tenyészet célba juttatására volt képes. (keresztmetszet)

Már a kezdetén német megszállás alá került a francia biofegyver-fejlesztés színhelye, a Párizs-közeli Le Bouchet-ben működő "Járványmegelőzési Laboratórium", ahol a németek a kutatási naplókat és tervrajzokat is megszerezték. A háború alatt a szövetségesek nem vetették be saját biofegyvereiket, mert akkor a Genfi Egyezmény (lásd alább) értelmében válaszcsapásképpen Németország jogszerűen bevethette volna saját biofegyvereit. Bár ilyen német fegyverek valójában nem léteztek, a szövetségesek meg voltak győződve arról, hogy a III. Birodalom e téren vezető helyzetben van.
A képzeletbeli német fenyegetésre válaszul Nagy-Britannia szintén biofegyverzet fejlesztésébe kezdett. Lépfenével fertőzött és tehenek számára ízesített „tehén-kekszet” gyártottak. Azt tervezték, hogy a várt német invázió esetén Németország legelőit elárasztják a repülőgépekről szórt tehén-keksszel, kiirtva ezzel a tehénállományt. Az ún. „N-bomb project” keretében kidolgoztak egy lépfene spórát terjesztő aeroszol bombát, amit az Angliát megszálló német csapatok elleni végső fegyvernek szántak, de ennek sorozatgyártása elmaradt. A bombát a Skóciához tartozó, távoli Gruinard szigeten próbálták ki. A sziget lakhatatlanná vált, és tartósan katonai őrizet alá kellett vonni, végül csak 1986-ban sikerült a lépfenétől mentesíteni.

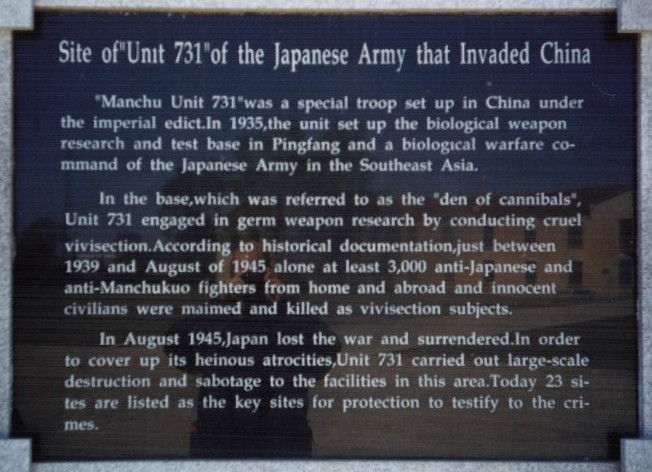
Egyszerű emléktábla. Harbin, Kína

A távol-keleti hadszíntéren a japán császári hadsereg 1932-ben megszállta Mandzsúriát. A Isii Siró orvos-tábornok által vezetett 731-es alakulat a Mandzsúriában lévő japán bábállam, Mandzsukuo területére települt, hogy a helyi lakosságot, valamint később amerikai és brit hadifoglyokat is feláldozva emberi kórokozókat tenyésszen. Sok ezer embert öltek meg leírhatatlan brutalitással, pusztán technológiai kísérletek és kórokozó-termelés céljából. Isii 1939-ben kapott engedélyt új fegyverei nagyarányú bevetésére. Emberei kolerával fertőzték a kutakat és az élelmiszereket, tífusszal kezelt élelmet adtak az éhező lakosságnak, repülőgépeik baktérium-tenyészetet permeteztek és porcelánbombákat szórtak kínai városokra. Ez utóbbiból pestis-fertőzött bolhák tömege szabadult a lakosságra. Eközben Vakamacu állatorvos-vezérőrnagy vezetésével a 100-as Alakulat főként növényi és állati kórokozókat termelt és terjesztett, hogy a kínai mezőgazdaságot tönkretegye, bár kisebb mértékben a közvetlen népirtásban is részt vett. A japán biohadviselés hatékonyságát nehéz számszerűsíteni, hiszen a háború után Kína elzártsága fokozódott, és Japán érthető módon inkább hallgatott. Valószínű, hogy e tömegpusztító fegyverek bevetése sok százezer ember halálát okozta, nagyságrendjében tehát a később Japánt ért amerikai atomtámadások pusztításaihoz mérhető. Egy ízben a japán hadsereg olyan területen nyomult előre, amelyet korábban biológiai fegyverekkel támadtak, ekkor 10 000 japán katona megfertőződött, ebből 1700 meghalt. A háború végén a készleteket, berendezéseket és dokumentumokat megsemmisítették, majd az alakulat vezérkara Japánba menekült. Amerikai megszállás alá kerültek, de háborús bűnösként soha nem vonták felelősségre őket. Néhány tucat tisztnek nem sikerült elmenekülnie, ők szovjet hadifogságba kerültek. A szovjetek 2-25 év kényszermunkára ítélték őket a habarovszki perben.

### A hidegháború

#### Kórokozó fegyverek
Az 1950-es, '60-as évek során a kanadai, angol, francia, amerikai programok lassan háttérbe szorultak és megszűntek, részben azért, mert a katonai döntéshozók jobban bíztak a nukleáris fegyverek pusztító és elrettentő erejében. Richard Nixon megszüntette az amerikai biofegyver programokat, és az ENSZ keretein belül más országokat is erre késztető új nemzetközi egyezményt kezdeményezett (lásd alább). Nixon döntésének okai nem ismertek, mert memoárjában e kérdést nem említi. Egyes feltételezések szerint a vietnámi háború miatt kívánt gesztust tenni a békemozgalmak felé. Mások szerint az USA olyan jelentős technológiai előnyre tett szert a biofegyverzet terén, hogy előnyösnek tűnt az előny befagyasztása. Mindenesetre ennek hatására 1973-ban a Szovjetunió is ratifikálta a biológiai fegyverek kutatásának, fejlesztésének és birtoklásának teljes tilalmát.

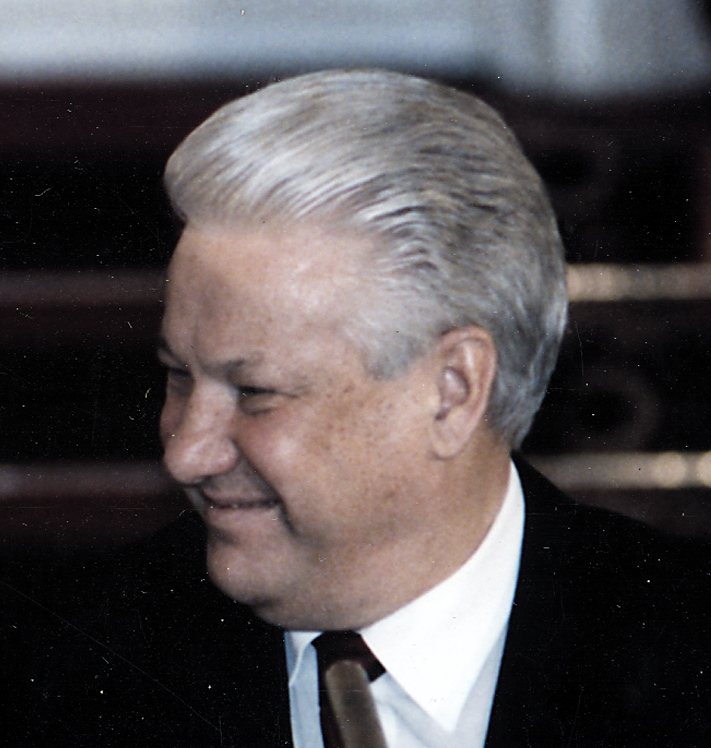
Borisz Jelcin, 1993

Ekkor alakult meg a Moszkva Össz-Szövetségi Tudományos Termelő Szövetség más néven Biopreparat (Alibek & Handelman 1999). Mintegy 40 telephelye volt Oroszországban és Kazahsztánban, és sok tízezer embert foglalkoztatott. Hivatalosan békés célú oltóanyagokkal és gyógyszerekkel foglalkoztak, és ehhez postán rendeltek kórokozó törzseket nyugati laboratóriumokból. Valójában mindez egy kiterjedt hadiipari tevékenység polgári fedőszerve volt. Számos kórokozó fajt tanulmányoztak, tömegtermelésre és fegyverbe illesztésre alkalmasnak ítélték például a lépfenét, tularémiát, Q-lázat, brucellózist, takonykórt és a pestist. A letális (=halálos) vírusok közül különösen a himlő, az Ebola- és a Marburg-vírusok ipari léptékű termelésének kidolgozásával foglalkoztak. Főként gyógyszerrezistens és az immunvédelmet áttörni képes törzsekkel dolgoztak, ezekkel szemben gyakran saját gyógyszereik vagy vakcináik sem voltak. A célbajuttatási technológiaként a diverzánsoktól az interkontinentális ballisztikus rakétákig mindent számításba vettek. Jelentős katonai lőteret használtak az Aral-tó Újjászületés-szigetén. A Biopreparat egyik szervezete, az Ekologija mezőgazdasági növény- és állatállományok elleni fegyvereket fejlesztett.
1979-ben Szverdlovszkban 68 helyi lakos halt meg tüdő-eredetű lépfene-fertőzésben, mert elromlott egy katonai termelőüzem levegőszűrő berendezése. Nyugati szakértők sejtették a baleset jellegét, de a szovjet hatóságok tiltakoztak, és valóban hihetetlennek tűnt, hogy egy nagyváros belsejében ilyen jellegű tevékenység folyhat. A Szovjetunió széthullása után, 1992-ben Kanatjan Alibekov orvos-ezredes (a későbbi Ken Alibek), a Biopreparat orvosbiológiai ügyekben felelős első igazgatóhelyettese családjával az USA-ba szökött, részletesen informálta a CIA-t, sőt, egy olvasmányos könyvben is elmesélte élettörténetét. A sorozatos leleplezések után a Oroszország tárgyalásokat kezdett az USA-val és Nagy-Britanniával, majd megnyitotta a Biopreparat legtöbb (de nem minden!) intézményének kapuit a nyugati szakértők előtt. Borisz Jelcin (aki a baleset idején Szverdlovszk párttitkára volt) beismerte a szverdlovszki baleset katonai jellegét, és elnöki rendelettel betiltotta a biológiai fegyverek termelését.

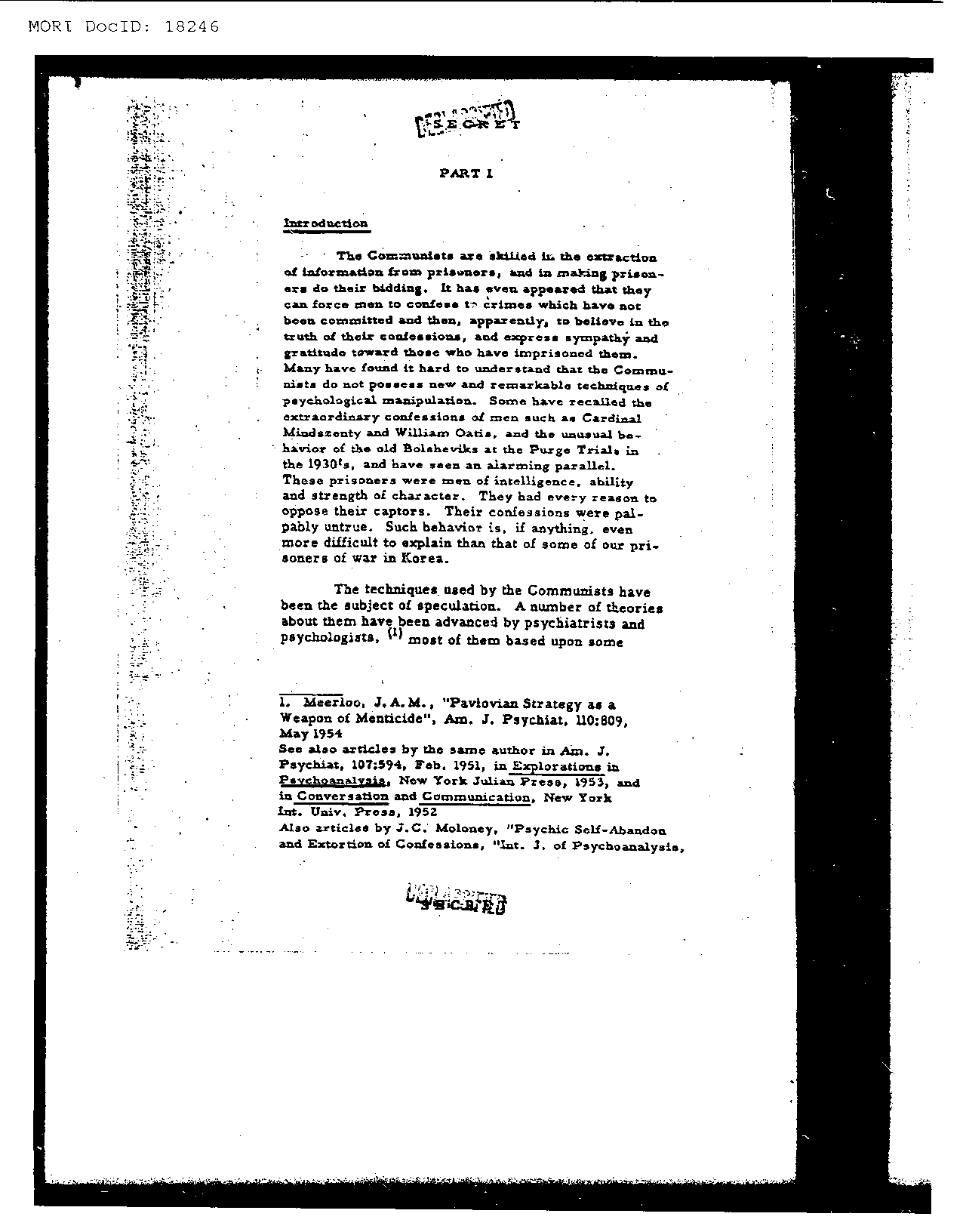
A Mindszenty-per kábítószeres befolyásolására való utalás egy CIA dokumentum bevezetőjében

#### Kábítószer fegyverek
A második világháború során Japán és Németország kábítószert is alkalmazott a pilóták harci kedvének fokozására. Majd a Hidegháború korszakában mind a NATO, mind a Varsói Szerződés országai - köztük Magyarország is - foglalkoztak a pszichotróp anyagok katonai alkalmazásának, illetve az ez elleni védelemnek a lehetőségeivel. Az 1980-as években Irak gyártott és halmozott fel ilyen fegyvereket, majd Oroszország alkalmazott ilyeneket a 2002-es moszkvai színházi túszdráma megoldására.

### A közelmúlt és a jelen
Irak 1975 táján kezdett biológiai és toxin fegyverek fejlesztésébe, majd programját '85-től gyorsította fel. Iraki szakértők megoldották a lépfene-spóra tömegtermelését és fegyverbe illesztését. Biológiai úton termelt mérgekkel és rákkeltő anyagokkal is foglalkoztak, fegyverré alakítottak botulinum-toxint és az aflatoxint. Kísérleteztek bombákkal, rakétákkal és permetezőtartályokat szereltek vadászbombázóra. A '92-es öbölháború során ezek a hadszíntéren voltak, hogy atomtámadás esetén bevessék őket. A háború lezárása után e fegyvereket sokáig rejtegették az ENSZ (UNSCOM) ellenőrei elől. Végül a program vezetőjének Irakból való szökése után minderre fény derült és a készleteket megsemmisítették. Az USA és szövetségesei 2003-ban újabb háborút indítottak, hogy az Irak által rejtegetett tömegpusztító fegyvereket és ezek gyártókapacitásait felszámolják. Az országot megszálló erők azonban tömegpusztító fegyvereket nem találtak.
Dél-Afrika a '80-as évek végén, '90-es évek elején biofegyvereket fejlesztett. E fegyverek nem katonai, inkább gyilkossági jellegűek voltak, és egy magánvállalkozás termelte őket állami megrendelésre. Az apartheid rendszer összeomlásakor a cég egy alkalmazottja megpróbált csempészett hatóanyagot feketepiacon értékesíteni az USA-ban.
Elképzelhető, hogy jelenleg is számos állam fejleszt és gyárt biológiai fegyvereket. A hírszerzői elemzésekben főként Líbia, Szíria, Izrael, Irak, Irán, Pakisztán, India, Kína, Kuba és Észak-Korea gyanítható programjait említik.

## A magyar fegyver
1938-ban egy budapesti tüzérszertár területén alakult meg a Magyar Királyi Honvédség Egészségügyi Ellenőrző Állomása (Faludi 1998b). Ez 9 laboratóriumból, könyvtárból és kiszolgáló épületekből állt, földsánccal és kerítéssel védve. Vezetője Bartos Dezső orvos-ezredes, a mikrobiológia egyetemi magántanára volt. A személyzetet négy szakember és két laboráns alkotta, akik nőtlen és bentlakó dolgozók voltak. Foglalkoztak lépfene, tetanusz, paratífusz és pestis tenyésztésével, és ezeknek lövedék, bomba és diverzánsok általi célba juttatásával. Kísérleteztek ködképző berendezések és az ivóvízhálózatok használatával. Elemezték a napsugárzás hatását a baktérium-aeroszol felhők fertőzőképességére. Készítettek fertőzött csokoládét, fogkrémet, és kölnit. Kapcsolatot létesítettek a hasonló olasz katonaorvosi intézettel. A tömegtermelés szakaszába nem juthattak el, mert 1944-ben a szövetségesek egyik légitámadása során az Állomás megsemmisült. A háború után az Állomás feledésbe merült. Bartos Dezső 1955-ben jelentést írt Farkas Mihály belügyminiszternek, ebben részletesen leírta a korábbi tevékenységet és a munka újraindítását szorgalmazta. Jelentése állításait egy mára már titkosságát vesztett amerikai hírszerzői dokumentum is megerősíti. A Varsói Szerződésben azonban egyfajta szovjet moratórium tiltotta, hogy csatlós-államok kórokozókból fegyvert fejlesszenek.
Ez a moratórium azonban nem vonatkozott a kábítószerfegyverek, illetve az ellenük való védelem kutatására, hiszen annak nem volt tömegpusztító jellege. Ilyen kutatások valóban folytak 1965 és 1971 között Budapesten.

## Politikai és jogi vonatkozások
Az 1925-ös Genfi Egyezmény megtiltotta a "bakteriológiai" fegyverek elsőként való használatát. A tilalom nem terjedt ki a kutatás, fejlesztés, gyártás és felhalmozás korlátozására. A megtorlásként való alkalmazást is megengedte arra az esetre, ha az ellenség hasonló eszközzel támadna.
Richard Nixon 1969-ben leállította az USA biofegyver programjait, majd nemzetközi tárgyalásokat kezdeményezett, hogy más hatalmakat is hasonló lépésre késztessen. Végül 1975-ben lépett hatályba a Biológiai és Toxinfegyver Egyezmény (BTWC), melyet számos ország aláírt és ratifikált. Az egyezmény célja a biológiai- és toxinfegyver kutatást, fejlesztést, gyártást, tárolást, kereskedelmet és alkalmazást egyaránt tiltani, valamint elérni a korábban felhalmozott készletek nyilvános bejelentését és megsemmisítését.
Alapvető hiányossága, hogy nem tartalmaz az ellenőrzéssel kapcsolatos gyakorlati lehetőségeket.
A ‘90-es évek elejétől a molekuláris biotechnológia fejlődése új fegyverfejlesztési lehetőségeket nyitott, közben fény derült a meglepően kiterjedt, illegális szovjet-orosz programokra. Ezért az ENSZ égisze alatt Tóth Tibor magyar nagykövet vezetésével nemzetközi tárgyalássorozat kezdődött 1992-ben, hogy kidolgozza a biológiai fegyverzet-ellenőrzés nemzetközi protokollját, mely rögzíti az ellenőrzés technikai részleteit (pl. a szakértők által a gyanús üzemekbe tett ellenőrző látogatások). A BTWC protokoll egy konszenzuskereséssel töltött évtized után végül 2001-ben készült el, ekkor azonban az USA új kormányzata (G. W. Bush) az aláírást elutasította, így ez mások számára is érdektelenné vált. A biológiai fegyverzet leszerelésének ellenőrzéséről nincs nemzetközi egyezmény.

## Alaptalan vádak
A biofegyverek történetének egyik fő motívuma, hogy konfliktus idején az emberek feltételezik, hogy az ellenség mesterségesen indított járványokkal támad.
A koreai háború során Észak-Korea és szövetségesei az USA-t vádolták biológiai agresszióval. Feltételezésük részben azon alapult, hogy tudtak Shiro Ishii és a 731-es Víztisztító Alakulat (lásd fent) büntetlenségéről. Joggal feltételezték, hogy az amerikaiak a biofegyver-technológiai ismeretek átadásáért cserében tekintettek el a háborús bűnösök felelősségre vonásától.
Az elmúlt évtizedekben Kuba az ENSZ-ben több alkalommal megvádolta az USA-t titkos biológiai agresszió elkövetésével, így például az afrikai sertéspestis kubai járványa kapcsán, amelynél azonban a fertőzés forrása a repülői ételmaradék volt.
A Nobel-békedíjas Wangari Maathai sejteni véli, hogy az afrikai AIDS-járvány szándékos biológiai agresszió eredménye.